# 安藤隆
安藤 隆（あんどう たかし、1945年 - ）は、日本のコピーライター、クリエイティブ・ディレクター。大阪府出身。現・サン・アド常勤顧問。立教大学法学部卒業。

## 略歴・人物
大阪府に生まれるも、間もなくして愛知県に移る。立教大学卒業後の1968年に広告代理店「三有社」に入社。その後しばらくして1973年に、現在まで勤務するサン・アドに入社。当時サン・アドの主要クライアントであったホンダが発売したシビックの「クリーン・エイジ1974」でTCC新人賞を受賞する。
その後は同社のメインクライアントのサントリーが発売する製品のコピーを手掛けてゆくと共に、1983年には同社から発売されたサントリー烏龍茶のコピー、「ウーロン茶はサントリー、のこと」で世間に知名度を浸透させると、その後現在に至るまでサントリー烏龍茶（同様に2006年にサントリーから発売された黒烏龍茶の広告コピーも担当している）の広告の企画・制作に携わる一方で、1991年から始まった村田製作所の新聞広告やCFコピーを担当するなど、今日に至るまで長い関係が続いている。

## 有名なキャッチコピー
- お茶の葉主義（サントリー・烏龍茶）
- アーさんもご一緒に（同上）
- うまさ四千杯（同上）
- 喫茶するなら（同上）
- 一、二（同上）
- それゆけ私（同上）
- 自分史上最高キレイ（同上。広告業界でタブーとされていた「最高」を使用。2002年の作品だが、現在まで続く「自分史上〇〇」の無数のコピーの元祖とされる）
- 黒烏龍茶 あけよ（サントリー・黒烏龍茶）
- 村田製作所はなにをセイサクしているんだろう。（村田製作所）
- ナカハ ムラタ デスカ（同上）
- そとはピー なかはムラタ（同上）
- 恋する部品製作所（同上）